# Operacja odeska (1919)
Operacja odeska – działania Sił Zbrojnych Południa Rosji przeciwko Armii Czerwonej, prowadzone od 20 do 23 sierpnia 1919 r. w celu zdobycia Odessy. Dzięki skoordynowaniu działań oddziału białych, który przybył na okręcie z Sewastopola, z działaniami antybolszewickich powstańców w mieście operacja zakończyła się całkowitym powodzeniem nacierających. Grupa Południowa radzieckiej 12. Armii, złożona z trzech świeżo sformowanych, niezdyscyplinowanych dywizji piechoty wycofała się z miasta i regionu odeskiego, uznając go za niemożliwy do skutecznej obrony wobec równoczesnego zagrożenia ze strony powstańców chłopskich oraz ryzyka interwencji wojsk rumuńskich z kierunku Besarabii.

## Tło wydarzeń
W czerwcu 1919 r. białe Siły Zbrojne Południa Rosji odniosły szereg zwycięstw nad Armią Czerwoną na obszarze wschodniej Ukrainy oraz na południu Rosji. Na początku czerwca 1919 r. rozstrzygnęły na swoją korzyść długotrwałe walki o Donbas, w końcu tego samego miesiąca zdobyły Charków oraz Jekaterynosław, zmusiły czerwonych do odejścia z Krymu, a także w porozumieniu z kozackimi powstańcami wyparły bolszewików z całego obszaru dońskiego. Wreszcie w ostatnich dniach czerwca 1919 r. biali Kozacy kubańscy pod dowództwem Piotra Wrangla zdobyli Carycyn. Tam też 3 lipca głównodowodzący Sił Zbrojnych Południa Rosji gen. Anton Denikin ogłosił rozpoczęcie ofensywy, której celem miało być zdobycie Moskwy i obalenie bolszewickiej Rady Komisarzy Ludowych. W opracowanym przez Denikina planie ofensywy znalazły się jednak nie tylko wytyczne dotyczące marszu na stolicę Rosji i uderzenia na miasto, ale również koncepcja zajęcia Kijowa i południowej Ukrainy z Chersoniem, Mikołajowem i Odessą.
Ofensywa Sił Zbrojnych Południa Rosji na Ukrainie rozpoczęła się w lipcu 1919 r. uderzeniem na dwóch kierunkach: z Lebiediani i Achtyrki w kierunku Połtawy z perspektywą dalszego marszu na Romodan i Kijów oraz z Jekaterynosławia w kierunku Znamianki, Jelizawietgradu i Humania. Połtawa została zajęta 31 lipca, biali posuwali się dalej na zachód i południe, nie napotykając poważniejszego oporu – utworzone wcześniej po wkroczeniu Armii Czerwonej na Ukrainę w 1919 r. struktury władzy radzieckiej rozpadły się, tym bardziej, że przeciwko nim (i równocześnie przeciwko Denikinowi) wystąpiły również oddziały zwolenników niepodległej Ukrainy. 9 sierpnia 1919 r. Politbiuro WKP (b) nakazało komisarzowi spraw wojskowych Lwu Trockiemu utrzymać za wszelką cenę Kijów i Odessę. Trocki swoim specjalnym pociągiem pancernym udał się osobiście na południe Ukrainy.

## Siły stron i przebieg walk
20 sierpnia 1919 r. jednostki białej Floty Czarnomorskiej wyszły z portu w Sewastopolu i udały się w rejon Odessy. Biali dysponowali podczas operacji krążownikiem „Oczakow” (przemianowanym następnie na „Generał Korniłow”), niszczycielem „Żywoj”, trałowcami „Roza”, „Dobrowolec” i „Adolf”, transportowcem „Margarita”, kutrami nr 52 i 53, jednym szybkim kutrem i trzema barkami. Białych wspierała eskadra okrętów brytyjskich z krążownikiem HMS „Caradoc”. Na okrętach białych znajdował się pułk dragonów z 74 oficerami, 841 żołnierzami, a ponadto 238 koni i 38 wozów. Całością działań białych kierował dowódca „Oczakowa”, kapitan I rangi Pawieł Ostielecki. Czerwoni w regionie odeskim dysponowali częścią świeżo sformowanej 12. Armii – 45., 47. i 58. dywizjami piechoty, 14 sierpnia zgrupowanymi w Grupę Południową pod dowództwem Iony Jakira.
22 sierpnia 1919 r. o piątej rano na południe od miasta, w rejonie Suchego Limanu, wysadzony na brzeg został oddział w sile 250-300 żołnierzy, który następnie zajął przyczółek na niebronionym przez czerwonych wybrzeżu, dochodząc do daczy Kowalewskiego (jednego z południowych, letniskowych kwartałów Odessy). Tam bateria haubic Armii Czerwonej z dwoma działami przeszła na stronę białych. Wobec braku oporu ze strony czerwonych, którzy wcześniej wycofali się do samego centrum miasta, pierwszy oddział białych posunął się dalej do linii wyznaczonej przez kolejne kwartały: Arkadija-Mały Fontan-Tatarka. Oddział ustawił w Arkadii nad brzegiem morza prowizoryczną latarnię, za pośrednictwem której wysłał do krążownika „Generał Korniłow” sygnał do zbombardowania okolic dzielnicy Łagiernoje Miesto, budynków szkoły artylerii oraz wsi Czubariewka, gdyż tam, jak dowiedzieli się biali, znajdował się 600-osobowy oddział bolszewików. Oddział ten został rozbity ostrzałem artyleryjskim z okrętów. W podobny sposób rozbito grupę ok. 800 żołnierzy Armii Czerwonej, którzy gromadzili się na skrzyżowaniu odeskiej linii tramwajowej z drogą z Arkadiji na Mołdawankę. Jeszcze tego samego dnia w Arkadii na stronę Sił Zbrojnych Południa Rosji przeszła jeszcze jedna ciężka bateria, która następnie trzema wystrzałami dała sygnał zakonspirowanej organizacji białych w Odessie do wszczęcia powstania przeciwko bolszewikom.
Tajną organizację antybolszewicką tworzyli dawni oficerowie armii rosyjskiej. Usłyszawszy sygnał, zaatakowali oni oddziały bolszewickie w mieście. Przekazali również oddziałom uczestniczącym w operacji desantowej, a te z kolei – dalej na uczestniczący w działaniach krążownik, iż czerwoni rozpoczęli ewakuację koleją z odeskiego dworca głównego. Okręty białych udaremniły przeprowadzenie ewakuacji według planu, ostrzeliwując stację oraz odchodzącą z niej linię kolejową. Do końca tego dnia oficerska organizacja opanowała wschodnią część miasta do ul. Puszkinskiej, zaś 23 sierpnia wyparła zwolenników czerwonych z całej pozostałej części miasta. Następnego dnia okręty białych zniszczyły pociąg pancerny czerwonych, który, nadjeżdżając od strony węzła w Razdielnej, ostrzelał przedmieścia Odessy.
Czerwoni 22 sierpnia zrezygnowali z obrony Odessy, a następnie z prób jej odbicia. Siły białych zaangażowane do desantu pod miastem były znacznie mniejsze, niż oddziały, którymi teoretycznie dysponowali czerwoni, jednak mogli oni liczyć na pomoc znajdujących się na Morzu Czarnym brytyjskich okrętów, a bolszewikom zagrażali również chłopscy powstańcy na terenach wiejskich (na początku sierpnia przeciwko bolszewikom wybuchł bunt we wsi Grossliebenthal i sąsiednich niemieckich koloniach w regionie Odessy). Sztab obrony Odessy uważał również za realne zagrożenie interwencję armii rumuńskiej poprowadzonej od strony Besarabii. Ponadto trzy dywizje wchodzące w skład Grupy Południowej 12 Armii w znacznej mierze składały się z niedawno wcielonych do Armii Czerwonej niezdyscyplinowanych rewolucyjnych oddziałów, ignorujących rozkazy wyższego dowództwa. Niska jakość tych formacji walnie przyczyniła się m.in. do łatwości, z jaką biali zajęli w sierpniu 1919 r. Mikołajów – fatalną postawą wyróżniła się zwłaszcza 58 dywizja strzelecka pod dowództwem Pawła Dybienki.
W tej sytuacji dowodzący Grupą Południową 12 Armii Iona Jakir zdecydował o opuszczeniu miasta i podjęciu marszu na północ. Grupa 30 sierpnia zgrupowała się między Birzulą i Goltą, a następnie, maszerując przez kilka tygodni i odpierając ataki oddziałów chłopskich oraz armii UNR, odeszła pod Żytomierz i Kijów. Żadnej próby czynnej walki z białymi nie podjęli również inni obecni w Odessie zwolennicy bolszewików, których liczbę szacuje się na kilka tysięcy – inna część mieszkańców miasta popierała białych.
Zdobycie Odessy było dla sił kontrrewolucyjnych znaczącym sukcesem prestiżowym, jednak w perspektywie strategicznej podjęcie walki o terytoria na Ukrainie, w tym również to miasto, mogło przyczynić się do rozproszenia sił wojsk Denikina i w rezultacie niepowodzenia jego marszu na Moskwę.
Odessa pozostawała w rękach białych do lutego 1920 r., gdy została ponownie opanowana przez czerwonych, a mianowany przez Denikina gubernator wojskowy Noworosji gen. Nikołaj Szylling zarządził ewakuację drogą morską.